# Station Ingersheim
Station Ingersheim is een spoorwegstation in de Franse gemeente Turckheim. Het staat in het noordoosten van de gemeente, nabij de grens met buurgemeente Ingersheim. Vlakbij bevinden zich het college en lyceum van Ingersheim.